# E3 Prijs Harelbeke 1983
L'E3 Prijs Harelbeke 1983, ventiseiesima edizione della corsa, si svolse il 26 marzo su un percorso di 236 km, con partenza ed arrivo a Harelbeke. Fu vinta dal belga William Tackaert della squadra Splendor-Euro Shop davanti agli olandesi Bert Oosterbosch e Jan Jonkers.

## Ordine d'arrivo (Top 10)
| Pos. | Corridore        | Squadra                       | Tempo    |
| ---- | ---------------- | ----------------------------- | -------- |
| 1    | William Tackaert | Splendor-Euro Shop            | 6h21'00" |
| 2    | Bert Oosterbosch | TI-Raleigh-Campagnolo         | s.t.     |
| 3    | Jan Jonkers      | Beckers Snacks                | s.t.     |
| 4    | Etienne De Beule | Europ-Decor-Dries             | a 24"    |
| 5    | Heddie Nieuwdorp | Beckers Snacks                | s.t.     |
| 6    | Jos Schipper     | Elro Snacks-Auto Brabant      | a 1'37"  |
| 7    | Ad van Peer      | Beckers Snacks                | s.t.     |
| 8    | Étienne De Wilde | La Redoute-Motobecane         | a 1'57"  |
| 9    | Luc Colijn       | Fangio-Tonissteiner-OM Trucks | s.t.     |
| 10   | Ronan De Meyer   | Boule d'Or-Colnago            | s.t.     |